# Comitativus
A comitativus (ejtsd komitatívusz) (társhatározó eset, a latin comes „kísérő“) ill. sociativus (a latin. socius „társ“) egy nyelvtani eset és eszerint a névszóragozás alkotó eleme. Jelöli a cselekvésben résztvevőt, aki az alanyt kíséri a cselekvésben. Az indoeurópai nyelvek zömében egy elöljáró + névszó szerkezet felel meg a „valakivel/valamivel együtt“ jelentéstartalomnak. Mint önálló nyelvtani eset „comitativus“ néven a finnugor nyelvekben  (többek közt a finnben, az észtben), a magyarban, a baszkban és a sumerben, a hurro-urartui nyelvcsaládban (a hurriban), valamint  „sociativus“ néven több  dravida nyelvben (többek közt a tamilban és a malajálamban) fordul elő.

## Példák
- sumer: lu dam=ani=da mu-nda-ĝen-Ø (A férj/feleség =3. személy birtokos = comitativus („ventiv“ a latin  venire, 'jönni‘ igéből származtatott tulajdonság – megjelöli a beszélő irányában való mozgást) 3. szem. comitativus – menni, 3. szem. alany) „A férj a feleségével jött.”
- finn: ystävinenne „az ön barátaival”; a comitativus ritkán és csak többes számhoz kötött birtokos névmási végződésekkel használatos. A köznyelvben ehelyett a kanssa suffixumot használják.
- észt: minuga „velem”, majaga „a házzal”, majadega „a házakkal”
- északi számi nyelv: mánáin „a gyermekkel”, mánáiguin  „a gyermekekkel“; a lexéma[1] gu(ob)i = bajtárs,  a comitativus jelölő morfémájává vált.
- mari nyelv: книгаште knigašte „könyvvel, a könyvvel”
- magyar: barátommal, barátnőjével; velem; azaz a comitativust a -val/-vel raggal képezzük. Ennek a ragnak a  „v”-je a szóvégi mássalhangzókkal összeolvad és azt megkettőzi. Személyes névmásoknál –vel rag helyett „vel-” előtag vezeti be a commitativust (velem, veled), miközben ugyanez a mutató névmásoknál ismét rag: ezzel, azzal. Ezen túl lényegesen ritkábban fellép a -stul/-stül rag személyek vagy tárgyak együttesének jelöléseként: családostul, barátnőstül.[2]
- tamil: மனைவியோடு maṉaiviy-ōṭu „a feleségestül”, அன்புடன் aṉp-uṭaṉ „szeretettel”; az  -ōṭu és -uṭaṉ végződéseknek igen sok variációja van.

## Fordítás
- Ez a szócikk részben vagy egészben  a   Komitativ című német Wikipédia-szócikk fordításán alapul.  Az eredeti cikk szerkesztőit annak laptörténete sorolja fel. Ez a jelzés csupán a megfogalmazás eredetét és a szerzői jogokat jelzi, nem szolgál a cikkben szereplő információk forrásmegjelöléseként.